# Hypolimnas madagascariensis
Hypolimnas madagascariensis är en fjärilsart som beskrevs av Paul Mabille 1881. Hypolimnas madagascariensis ingår i släktet Hypolimnas och familjen praktfjärilar. Inga underarter finns listade i Catalogue of Life.